# Haute-Isle
 Haute-Isle  es una población y comuna francesa, en la región de Isla de Francia, departamento de Valle del Oise, en el distrito de Pontoise y cantón de Magny-en-Vexin.

## Demografía
| 99 | 99 | 148 | 233 | 245 | 296 |
| Para los censos de 1962 a 1999 la población legal corresponde a la población sin duplicidades (Fuente: INSEE [Consultar]) |    |     |     |     |     |